# Txodraial
Txodraial (en rus: Чодраял) és un poble de la República de Marí El, a Rússia, que en el cens del 2010 tenia 1.084 habitants. Pertany al districte rural de Voljsk.